# Lesiak (Rybno)
Lesiak (deutsch Mühle Leschak) ist ein kleiner Ort in der polnischen Woiwodschaft Ermland-Masuren und gehört zur Gmina Rybno (Landgemeinde Rybno, 1942 bis 1945 Rübenau) im Powiat Działdowski (Kreis Soldau).
Lesiak liegt am Flüsschen Rumieńska an einer breiten Furt durch den Jezioro Lesiak (Leschak-See) im Südwesten der Woiwodschaft Ermland-Masuren. Die einstige Kreishauptstadt des westpreußischen Kreises Löbau mit Sitz in Neumark (polnisch Nowe Miasto Lubawskie) ist 20 Kilometer in westlicher Richtung, die heutige Kreisstadt Działdowo (deutsch Soldau i. Ostpr.) 26 Kilometer in südöstlicher Richtung entfernt.
Die Mühle Leschak (inoffiziell auch wohl „Leschakmühle“) war vor 1945 ein Wohnplatz der Gemeinde Rumian (1942 bis 1945 Ramnitz, heute polnisch auch Rumian). Im Jahre 1905 zählte der kleine Ort elf Einwohner.
Seit 1945 gehört die Siedlung zu Polen und ist Teil des Dorfes („część wsi“) Rumian, das heute zur Gmina Rybno im Powiat Działdowski gehört. Erhalten ist eine Holz-Wassermühle aus dem 18. Jahrhundert, und im ehemaligen Müllerhaus befindet sich eine Sammlung alter Landmaschinen.
Kirchlich war die Mühle Leschak vor 1945 über die Muttergemeinde Rumian zur evangelischen Kirche Löbau (polnisch Lubawa) ausgerichtet, die der Kirchenprovinz Westpreußen der Kirche der Altpreußischen Union und – nach 1920 – der Diözese Działdowo der Unierten Evangelischen Kirche in Polen zugeordnet war. Außerdem war der Ort in die römisch-katholische Pfarrei Rumian (1942 bis 1945 Ramnitz) eingegliedert.
Ist nach 1945 auch der Bezug zur katholischen und heute dem Dekanat Rybno (1942 bis 1945 Rübenau) im Bistum Toruń zugeordneten Kirche Rumian geblieben, so orientieren sich die evangelischen Einwohner Lesiaks zur Erlöserkirche Działdowo in der Diözese Masuren der Evangelisch-Augsburgischen Kirche in Polen mit der nähergelegenen Jesuskirche Lidzbark (Lautenburg).
Lesiak ist von Rumian aus über einen Landweg erreichbar.